# André Turp
Pour les articles homonymes, voir Turp.
André Turp (Montréal, 21 décembre 1925 - idem, 25 février 1991) est un ténor canadien de renommée internationale.

## Biographie
André Turp étudie le chant au Conservatoire de musique de Montréal, et débute dans cette ville aux Variétés lyriques en 1950, chantant d'abord l'opérette. Après un concert à New York et des débuts à La Nouvelle-Orléans en 1955, comme Rinuccio dans Gianni Schicchi, il part se perfectionner en Italie, où il étudie avec Luigi Marletta à Milan.
Sa carrière démarre vraiment lorsqu'il parait pour la première fois au Royal Opera House de Londres en 1960, comme Edgardo dans Lucia di Lammermoor, aux côtés de Joan Sutherland. Il y demeure plusieurs saisons s'illustrant dans le répertoire lyrique italien, Rigoletto, La Traviata, Un ballo in maschera, Cavalleria rusticana, La Bohème, Tosca, etc. En 1961, il parait au Festival de Glyndebourne dans Elegy for Young Lovers de Hans Werner Henze.
Il débute au Palais Garnier en 1962 et à l'Opéra-Comique en 1964, où il s'impose dans le répertoire français, Faust, Roméo et Juliette, Carmen, Les contes d'Hoffmann, et devient l'un des plus éminents interprètes du rôle de Werther, qu'il chante environ 500 fois dans toute l'Europe. Également à son répertoire, Iphigénie en Tauride (Pylade), Louise (Julien), Dialogues des Carmélites (Chevalier de la Force).
Dans les années 1970, il participe pour la BBC à Londres, à des exécutions concertantes de Simon Boccanegra et Don Carlos dans leurs versions originelles de 1857 et 1867 (en français) respectivement.
De retour en Amérique, il participe à la fondation du Mouvement d'actions pour l'art lyrique du Québec. Sa dernière apparition publique remonte à 1983 dans Macbeth de Verdi à l'Opéra de Montréal, où il chante le rôle de Macduff, alors que son fils Richard chante le rôle de Malcolm.
Il enseigne au Conservatoire de musique de Montréal de 1979 à 1989, et participe comme jury à de nombreuses compétitions internationales de chant (Toulouse, Verviers, etc).
En 1991, il est intronisé, de façon posthume, au Panthéon canadien de l'art lyrique.

## Discographie sélective
- 1962 -  La Damnation de Faust de Berlioz, LSO, dir. Pierre Monteux, 2 CD BBC legends 1963
- 1975 - Simon Boccanegra de Verdi - Sesto Bruscantini, Josella Ligi, André Turp, Gwynne Howell - Chœur et orchestre de la BBC de Londres, John Matheson (Ponto)
- 1976 - Don Carlos de Verdi - Edith Tremblay, Michèle Vilma, André Turp, Robert Savoie, Joseph Rouleau, Richard Van Allan - Chœur et orchestre de la BBC de Londres, John Matheson (Ponto)

## Sources
- Operissimo.com
- Encyclopédie de la musique au Canada
- Société musicale André-Turp